# Radioregisseur
Een radioregisseur of radioregisseuse is de persoon die de leiding heeft bij een radioprogramma.
Deze persoon heeft de verantwoordelijkheid de presentator in te lichten wat deze moet doen en de technicus als die aanwezig is, instructies geven, van wat deze moet uitvoeren.